# La Broma de Ssatán
La Broma de Ssatán es un grupo de punk procedente de Madrid, España. El nombre del grupo a veces también se escribe, tal vez por error, como «La Broma de Satán» (con una sola ‘S’), y se abrevia (al menos en la contraportada de su primer disco) como «B-SS». Cuentan con una amplia carrera musical, empezando su andadura en 1980, coincidiendo con el estallido del punk y los inicios de la movida madrileña. 
En 1982 Gabi, su batería original, abandona el grupo (debido al servicio militar) y entra en su lugar Pepino, con quien grabarán su primer disco, un EP en formato de 12", que se publicó a finales de año. Una de las siete canciones incluidas fue la celebrada Baila pogo sobre un nazi. En 1985, tras la muerte de «Pepino», batería del grupo, acaban separándose, dejando un disco en directo que nunca se publicaría.
Tras la separación, Fernando abandonó la música. Goma e Ixma continuaron tocando en diferentes grupos, generalmente juntos. Formaron parte de El Beso Negro junto con Pollo (Larsen, Commando 9mm) y Jordi Vila (Loquillo y los Trogloditas) a principios de los años 1990. En 2001, Ixma forma 4Teen Killers con gente de grupos como La UVI (Guillermo), Plouck y Pin Ups (Paquita) o Frisbees (César y Paco).
En 2000, el sello Potencial Hardcore publica una reedición de su primer disco, titulado con el nombre del grupo. Tras comprobar la gran aceptación que recibe, dos de los primeros miembros, Ixma (bajo) y Goma (guitarra) incorporan al batería Jordi Vila (de Loquillo y los Trogloditas) y a otro guitarrista, Tony (de Mosquito Pick y Carbonas), y deciden volver a dar conciertos. Ese mismo año son elegidos para tocar como banda de acompañamiento de Sylvain Sylvain (New York Dolls) en su gira por España. Esta etapa culmina con la grabación de un disco en directo en marzo del 2001 en la sala Gruta 77, que sería publicado por Desobediencia en 2003, cuando cumplen 25 años de su formación.
En el año 2004 participan en el disco Homenaje a Espasmódicos y a la memoria de Kike Kruel, editado por Potencial Hardcore, con un nuevo batería, Jota. En 2006 fue publicado por Bazofia Records un EP en directo con tres temas, dos de ellos inéditos, grabados en abril de 1982 en la discoteca JR con la formación original del grupo (Fernando, Goma, Ixma y Gabi). También se anunció en ese momento la próxima publicación en vinilo de la grabación de cuatro temas en 1982 en los estudios de TVE con Carlos Tena y de un nuevo álbum con nuevas canciones del grupo.

## Miembros

### Formación que grabó el EP
- Fernando Alonso - voz
- Ismael Díaz «Ixma» - bajo y coros
- José Ramón Milán «Goma» - guitarra y coros
- José Luis Martínez «Pepino» - batería y coros

### Otros miembros
- Gabi - batería (primera formación)
- Tony - guitarra
- Jordi Vila - batería
- Jota - batería
- Fernando Cobo - batería
- Radio Hektorsion

## Discografía
- La Broma de Ssatán (Discos Victoria, 1982). Maxisencillo con siete temas. Reeditado por Potencial Hardcore.
- Directo-Gira de despedida (1985)
- El directo (Desobediencia, 2003)
- En directo, 1982 (Bazofia Records, 2006). Single con tres temas en directo.

- Datos: Q5962569